# 豊国神社 (小松島市)
豊国神社（とよくにじんじゃ）は、徳島県小松島市中郷町に鎮座する神社である。

## 歴史
1614年（慶長19年）に創建。別当として豊林寺も造営された。豊臣秀吉の死後、蜂須賀家政と蜂須賀至鎮が豊臣秀頼より拝領した『木造 豊太閤像』（非公開）を神体としている。
創建当時は壮大な大社であったが、徳島藩主・蜂須賀光隆が江戸幕府・徳川家をはばかったため、取り壊しが行われた。正保年間には豊林寺が廃寺となる。その後、豊国大明神、日吉大明神、日吉宮と改称され、明治に入って以降、周辺の氏子によって豊国神社の名に戻し再興された。
境内には式内社の御縣神社が鎮座、宮方神社とも呼ばれる。

## 祭神
- 豊臣秀吉
  - ご神体の『木造 豊太閤像』は秀吉死後に配られた百体のうち、唯一現存すると言われている。

## 境内社

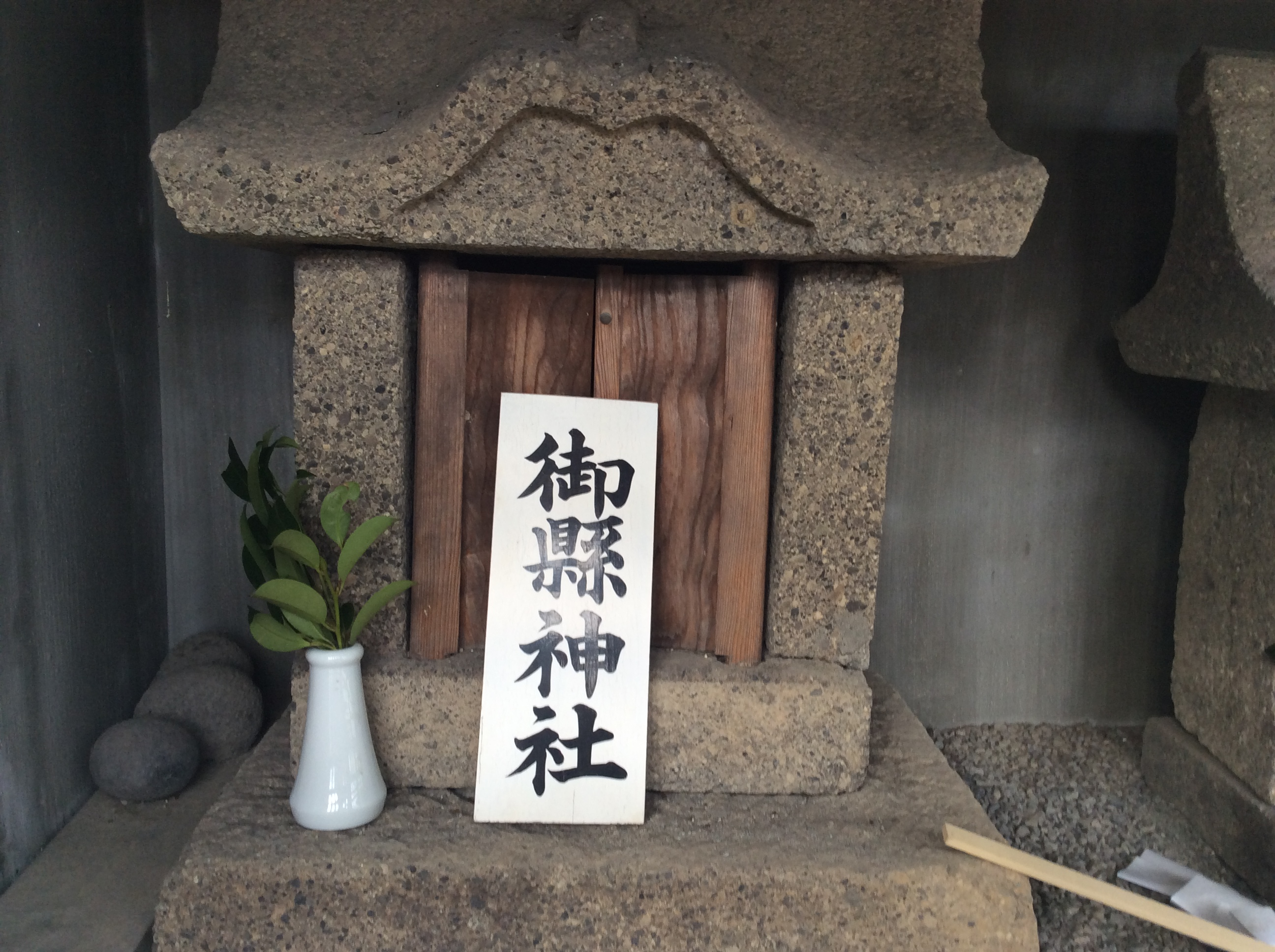
御縣神社

- 御縣神社 - 式内社。別称は宮方神社。祭神は大己貴命または事代主命。
- 住吉神社
- 瑜伽神社
- 加藤清正神社

## 交通
- 牟岐線（JR四国）中田駅より徒歩約10分。